# Studio 47
STUDIO 47 ist ein privater regionaler Fernsehsender für das westliche Ruhrgebiet und den Niederrhein mit Sitz in Duisburg.

## Geschichte
Der Sender ging am 20. März 2006 auf Sendung. STUDIO 47 war der erste regionale TV-Sender in Nordrhein-Westfalen, dem eine Sendelizenz von der Landesanstalt für Medien NRW erteilt wurde.
Chefredakteur ist Sascha Devigne.
Die Medienkommission der Landesanstalt für Medien NRW hat in ihrer Sitzung vom 27. Juni 2014 die Zulassung des Senders um fünf weitere Jahre, also bis Ende 2019, verlängert und 2019 wurde bekannt gegeben, dass es um weitere 10 Jahre verlängert wurde bis Ende 2029.

## Programm
STUDIO 47 sendet täglich rund um die Uhr im digitalen Kabel und als Internetfernsehen. Die Programmschwerpunkte bilden selbstproduzierte Magazinsendungen, darunter STUDIO 47 .live, STUDIO 47 .die woche, Quinte, Visite, filmforum Kinotipp, Kulturkonserve und Wo ein Will, da auch ein Weg.
Stündlich werden Nachrichten aus der Region gesendet.

## Empfang
Empfangen lässt sich das Programm in Alpen (Niederrhein), Dinslaken, Duisburg, Düsseldorf-Angermund, Hamminkeln, Hünxe, Kamp-Lintfort, Moers, Mülheim an der Ruhr, Neukirchen-Vluyn, Oberhausen, Rees, Rheinberg, Rheurdt, Schermbeck, Voerde und Wesel über das digitale Kabelnetz von Vodafone NRW (Ehemalige Unitymedia) sowie im Internet rund um die Uhr und deutschlandweit über MagentaTV sowie MagentaZuhause.

## Reichweite
STUDIO 47 erreicht laut Reichweitenuntersuchung des Berliner Unternehmens INFO GmbH, die im Auftrag der Landesanstalt für Medien Nordrhein-Westfalen (LfM) Ende erhoben wurde, im Schnitt rund 175.000 Zuschauer (Stand April 2014). Dies entspricht einer Quote von 56,0 % im Sendegebiet. Der landesweite Durchschnitt liegt bei den regionalen TV-Sendern bei 38,0 %.

## Unternehmen
Die Anteile an der Firma hielten anfangs annähernd in gleicher Höhe die Gründer Sascha Devigne, Jürgen Schardt, Stephan Wesche und Jörg Zeiler. Von 2008 bis 2017 hielt die Rheinisch-Bergische Verlagsgesellschaft mbH in Düsseldorf 30 Prozent der Anteile. Seit Mai 2017 werden die Anteile vollständig von den Gründungsgesellschaftern gehalten.

## Auszeichnungen
2013 wurde Chefredakteur Sascha Devigne mit dem Deutschen Regionalfernsehpreis „Regiostar“ in der Kategorie „Bester Moderator“ ausgezeichnet.
2016 gewann Till Hannes Hümbs, stellvertretender Produktionsleiter des Senders, in der Kategorie „Bestes Gesellenstück“ ebenfalls den Deutschen Regionalfernsehpreis „Regiostar“.
2017 wurde das tägliche Magazin „STUDIO 47 .live“ in der Kategorie „Bestes Nachrichtenjournal“ mit dem Deutschen Regionalfernsehpreis „Regiostar“ ausgezeichnet.
2018 wurde Redakteur Alrik Seidel in der Kategorie „Bestes Interview“ mit dem Deutschen Regionalfernsehpreis „Regiostar“ ausgezeichnet.

## Moderatoren und Sendungen
| Moderator      | Sendung                                                        |
| -------------- | -------------------------------------------------------------- |
| Sascha Devigne | STUDIO 47 .live, Quinte, STUDIO 47 .wochenupdate               |
| Jan Skrynecki  | STUDIO 47 .live, STUDIO 47 .die woche, STUDIO 47 .wochenupdate |
| Tim Mahlo      | STUDIO 47 .live, STUDIO 47 .die woche                          |
| Vanessa Wiebe  | STUDIO 47 .live, STUDIO 47 .die woche                          |
| Anna Zimmer    | STUDIO 47 .die woche, Studio 47.live                           |
| Lars Schneider | filmforum Kinotipp                                             |